# Brat (film 2010)
Brat (hiszp. Hermano) – wenezuelski dramat filmowy z 2010 roku w reżyserii Marcela Rasquina, będący jego pełnometrażowym debiutem.
Obraz miał swoją światową premierę 19 czerwca 2010 roku na MFF w Moskwie, gdzie zdobył trzy nagrody, w tym główną Złotego Św. Jerzego. Był oficjalnym wenezuelskim kandydatem do Oscara dla najlepszego filmu nieanglojęzycznego, ale ostatecznie nie otrzymał nominacji. Na ekrany polskich kin film wszedł 6 lipca 2012 roku.

## Fabuła
Opowieść o dwóch nastoletnich przyrodnich braciach, dorastających w slumsach Caracas i marzących o zawodowym futbolu. Julio i Daniel stanowią nieodłączny tandem zarówno na boisku, jak i poza nim. Piłka nożna stanowi dla nich jedyną możliwą opcję wydostania się z dzielnicy biedy, przestępczości i krwawych gangsterskich porachunków.

## Obsada
- Eliú Armas – Julio
- Fernando Moreno Chávez – Daniel
- Beto Benites – Morocho
- Gonzalo Cubero – Roberto
- Marcela Girón – Graciela
- Jackson Gutiérrez – Malandro
- Gabriel Rojas – Eliecer
- Alí Rondón – Max
- Anthony Rivas – gracz[3]

## Produkcja
Zdjęcia kręcono w Caracas.